# Baambrugse Zuwe
Baambrugse Zuwe est un village-rue situé dans la commune néerlandaise de De Ronde Venen, dans la province d'Utrecht. Le 1er janvier 2004, le village comptait 500 habitants.
Le village s'étend au milieu des Vinkeveense Plassen.